# Parkers Prairie
Parkers Prairie és una població dels Estats Units a l'estat de Minnesota. Segons el cens del 2000 tenia 991 habitants.

## Demografia
Segons el cens del 2000, Parkers Prairie tenia 991 habitants, 401 habitatges, i 240 famílies. La densitat de població era de 324,3 habitants per km².
Dels 401 habitatges en un 25,4% hi vivien nens de menys de 18 anys, en un 50,6% hi vivien parelles casades, en un 7,5% dones solteres, i en un 40,1% no eren unitats familiars. En el 34,7% dels habitatges hi vivien persones soles el 23,2% de les quals corresponia a persones de 65 anys o més que vivien soles. El nombre mitjà de persones vivint en cada habitatge era de 2,22 i el nombre mitjà de persones que vivien en cada família era de 2,88.
Per edats la població es repartia de la següent manera: un 20,8% tenia menys de 18 anys, un 6% entre 18 i 24, un 22,9% entre 25 i 44, un 20,7% de 45 a 60 i un 29,7% 65 anys o més.
L'edat mediana era de 45 anys. Per cada 100 dones de 18 o més anys hi havia 85,1 homes.
La renda mediana per habitatge era de 28.618 $ i la renda mediana per família de 36.042 $. Els homes tenien una renda mediana de 28.068 $ mentre que les dones 19.250 $. La renda per capita de la població era de 16.748 $. Entorn del 6% de les famílies i el 12,2% de la població estaven per davall del llindar de pobresa.

## Poblacions més properes
El següent diagrama mostra les poblacions més properes.